# 怪奇物語 (第一季)
美國的科幻恐怖電視劇《怪奇物語》第一季於2016年7月15日在串流媒體服務平台Netflix首播。本劇由杜夫兄弟創作，並由薛恩·李維和丹·科恩執行製作。
本季由薇諾娜·瑞德、大衛·哈伯、芬恩·伍法德、米莉·芭比·布朗、伽塔·马塔拉佐、迦勒·麥羅林、娜塔莉亞·戴爾、查理·希頓、卡拉·布歐諾和馬修·莫汀主演，並由諾亞·施納普、喬·奇瑞以及雪農·波瑟飾演常設角色。本季尤其在原創性、人物塑造、視覺效果、幽默感和演技方面（如瑞德、哈伯、沃夫哈德、布朗、希頓和莫汀）廣受好評。

## 劇情
1983年11月，霍金斯國家實驗室的研究人員打開了通往另一個維度「顛倒世界」的傳送門。一個來自顛倒世界的怪物逃脫並擄走一個名叫威爾·拜爾斯的男孩和一個名叫芭芭拉的少女。威爾的母親喬絲和鎮上的警長吉姆·哈普不斷尋找威爾。同時一個被稱為11號，擁有念力的小女孩從實驗室逃脫，並協助威爾的朋友麥克、達斯汀和路卡斯尋找威爾的下落。

## 演員和角色

### 主要演員
- 薇諾娜·瑞德 飾演 喬絲·拜爾斯[3]

- 大衛·哈伯 飾演 吉姆·哈普[3]

- 芬恩·伍法德 飾演 麥克·威勒[4]

- 米莉·芭比·布朗[4] 飾演 11號（英语：Eleven (Stranger Things)）

- 伽塔·马塔拉佐 飾演 達斯汀·亨德森[4]

- 迦勒·麥羅林 飾演 路卡斯·辛克萊[4]

- 娜塔莉亞·戴爾 飾演 南西·威勒[4]

- 查理·希頓 飾演 強納森·拜爾斯[4]

- 卡拉·布歐諾（英语：Cara Buono） 飾演 凱倫·威勒[5]

- 馬修·莫汀 飾演 馬丁·布倫納[6]

### 常設角色
- 諾亞·施納普 飾演 威爾·拜爾斯

- 喬·奇瑞 飾演 史帝夫·哈靈頓[7][8]

- 莎儂·波瑟（英语：Shannon Purser） 飾演 芭芭拉·「芭兒」·霍蘭德[9]

- 羅斯·帕瑞奇（英语：Ross Partridge） 飾演 洛尼·拜爾斯[10]

- 羅伯·摩根（英语：Rob Morgan (actor)） 飾演 凱文·鮑威爾

- 約翰·保羅·雷諾斯（英语：John Paul Reynolds） 飾演 菲爾·卡拉漢

- 藍迪·海文斯 飾演 史考特·克拉克

- 艾米·穆琳斯（英语：Aimee Mullins） 飾演 泰莉·艾芙斯[11]

- 凱薩琳·戴爾 飾演 康妮·法瑟

- 佩頓·維奇 飾演 特洛伊·沃什[12]

- 凱德·瓊斯 飾演 詹姆斯·丹特

- 切斯特·拉什林 飾演 湯米·哈根

- 雀西·塔瑪吉 飾演 卡蘿·柏金斯

- 汀絲莉和安妮斯頓·普萊斯 飾演 荷莉·威勒

- 克里斯·蘇利文 飾演 班尼·哈蒙德

- 陶比斯·耶利內克 飾演 首席代理人

- 蘇珊·沙魯·拉肯 飾演 芙蘿倫絲

## 集數
| 總集數 | 集數 （季） | 標題                     | 導演      | 編劇                                       | 上線日期      |
| --- | ----------- | ------------------------ | --------- | ------------------------------------------ | ------------- |
| 1 | 1           | 第1章：威爾·拜爾斯消失了 | 杜夫兄弟  | 杜夫兄弟                                   | 2016年7月15日 |
| 1983年11月6日，美國印第安納州的霍金斯小鎮，十二歲男孩威爾·拜爾斯跟三個朋友玩完龍與地下城後，騎車回家途中經過美國能源部名下的「霍金斯國家實驗室」，之後遭到一個躲藏在黑暗中的「不明怪物」追逐，摔傷手跑回家中庫房躲避後就從此神秘失蹤。威爾的母親喬絲和哥哥強納森隔天一早才發現威爾失蹤，喬絲將事情通報給小鎮警長吉姆·哈普後，哈普問過威爾的三個最好朋友麥克、達斯汀、與路卡斯後，開始從威爾的回家路線沿路尋找。喬絲因為兒子失蹤而心急如焚，在家整理威爾的失蹤傳單時，突然接到一通電話。喬絲在電話裏隱隱約約聽見威爾的呼喊，但也同時聽見一個不明生物的聲音，而喬絲還沒來得及聽完，電話就突然短路而爆炸。另一邊，一群以科學家馬丁·布倫納率領的軍隊，走進實驗室底層查看狀況，發現實驗室內部已經出現一個被黑色物質所覆蓋的神秘傳送門，於是開始對傳送門進行調查。與此同時，一個頭髮剃光、穿著病人服的小女孩跑到實驗室附近的一家快餐店偷食物，店主班尼·哈蒙德發現她後暫時收留她，並立刻通報給有關部門。但後來出現一個假冒社工的女人，走進門射殺班尼後讓布倫納進去搜捕女孩。女孩只好從後門逃跑至樹林，最後在雨林中巧遇出來尋找威爾的麥克、達斯汀與路卡斯。                              |             |                          |           |                                            |               |
| 2 | 2           | 第2章：楓樹街上的怪女孩  | 杜夫兄弟  | 杜夫兄弟                                   | 2016年7月15日 |
| 麥克他們將神秘女孩帶回家後，通過她手臂上的數字紋路「011」而將她叫作「11號」，麥克為了保證母親凱倫不發現她而秘密躲在家裡一整天陪她，而11號卻在麥克跟朋友的合照上認出威爾。麥克認為11號能夠幫他們找到威爾，但路卡斯堅持要去舉報她，但11號卻突然用她與生俱來的念力制止他，才讓路卡斯相信事情。麥克三人決定姑且相信她，開始詢問威爾在何處時，11號便將龍與地下城的棋盤倒過來放、以一個法師棋和一個魔王棋來代表威爾正在躲避一個「魔王」。同時，布倫納的手下通過監聽全市的電話時，得知喬絲對警察通報威爾來電的事情，於是趁喬絲出去買新電話時走進她的房子裏探查。哈普和小鎮志願者們仍然在森林裏尋找威爾時，得知班尼被槍殺的事情，來到他的店裡後發現死亡現場為自殺。哈普通過一名曾目睹神秘小女孩的居民後，通過排查附近區域找到一條通往實驗室的下水道口，並在管道口找到一塊撕破的病人服。當晚，麥克的姐姐南西和她的最好朋友芭芭拉，來到其男友史帝夫的家中開派對狂歡，南西也剛好和史帝夫發生性關係。強納森在森林裏尋找威爾時聽見尖叫聲，而來到史帝夫家門口拍照片。這時，獨自坐在游泳池邊的芭芭拉，不小心被刮傷手出血後，在一瞬間就被她頭頂上方出現的怪物抓走而消失無蹤。                    |             |                          |           |                                            |               |
| 3 | 3           | 第3章：聖誕燈光          | 薛恩·李維 | 潔西卡·梅克倫堡                            | 2016年7月15日 |
| 芭芭拉醒來後發現她身在一個黑暗環境裏，發現周圍背景雖然還是史帝夫的花園、卻是一片黑暗、空曠、以及覆蓋腐爛物質。她試圖爬出游泳池向南西求救，卻被一隻不明黑色生物拖下去後再度消失。隔天，哈普以調查威爾失蹤的名義走進實驗室調查，觀摩監控錄像後發現錄像是偽造。哈普離開後認為實驗室裏隱藏內幕，於是來到圖書館開始著手翻閱所有關於實驗室的資料，通過一篇報導得知一位名叫泰莉·艾芙斯的女子舉報布倫納奪走她的女兒。同時，11號獨自在家時開始回憶起自己在實驗室裏長大的經歷，將布倫納叫作爸爸，但因為拒絕用她的念力傷害一隻貓而被他關進一個小黑屋裡。同時，南西開始擔心芭芭拉不見人影時，史帝夫和他的朋友們找到強納森偷拍他家的照片，於是摔壞他的照相機並撕碎他的照片以示警告。南西通過地上的碎照片回到史帝夫家前尋找芭芭拉時，卻被藏在樹叢裏的生物嚇跑。另一邊，喬絲始終感覺到威爾試圖和她交流，於是想到通過聖誕彩燈，並將家中的整面牆掛上燈、寫好26個英文字母好讓威爾拼字表達。喬絲拼出的字得知威爾還活著、但並不安全，詢問兒子的所在位置時，威爾卻指出他身在“這裡”。然而這時，哈普收到消息來到森林採石場的水邊，發現威爾的屍體已經在採石場湖中找到並打撈上來。                        |             |                          |           |                                            |               |
| 4 | 4           | 第4章：屍體              | 薛恩·李維 | 賈斯汀·達寶                                | 2016年7月15日 |
| 威爾屍體的發現讓整座小鎮悲痛不已，就在麥克失去希望時，11號突然用對講機頻率調到威爾在唱兒歌，由此證明他還活著。喬絲和強納森來到停屍間隔著窗戶認屍時，喬絲堅信死時和她溝通過的威爾還活著，但發現沒有任何人相信她的說法。麥克三人為了讓11號有足夠能力和威爾溝通，讓她戴假髮化妝進入學校使用他們的老師克拉克的大型無線電，在參加威爾的悼念儀式時，11號還暗中替威爾教訓欺負他的惡霸特洛伊，使他當眾尿褲子出洋相。11號通過電台頻率呼籲威爾，而進行的同時，喬絲隱隱約約聽見威爾的求救聲，發現他身在客廳牆膜的另一邊，喬絲便拿起斧頭將牆砸穿卻沒救到他，並往外看發現前夫洛尼趕到家門口。南西向警方通報芭芭拉失蹤後，剛好也讓母親凱倫發現她和史帝夫的關係，後來從強納森的有芭芭拉出現的碎照片中發現她上方有一個黑影，於是懷疑朋友的失蹤不是偶然，於是會面強納森來討論。在實驗室裏，布倫納等人決定派一名士兵身穿防護服、拴著吊索走進傳送門中一探究竟，但士兵走進去不久後就受到襲擊而死無全屍，最後只剩下一個帶血的吊索被拉回來。哈普得知發現威爾屍體的州警實為被人指使而故意發現屍體，而趁夜裡偷溜進停屍間，發現威爾的屍體實為塑料和棉花做成的假貨，於是決定親自進去實驗室一探究竟。       |             |                          |           |                                            |               |
| 5 | 5           | 第5章：跳蚤與雜技演員    | 杜夫兄弟  | 艾莉森·塔特拉克                            | 2016年7月15日 |
| 哈普闖進實驗機構內部找到一間曾經囚禁過小孩的房間和傳送門，還沒來得及探究就被看守們抓獲並打昏，早上醒來後發現自己在家中，周圍被佈置成飲酒和吸毒後的樣子，將家裡翻遍後發現各處被人安裝竊聽器。哈普決定先裝作不知道，得知政府接二連三地干預小鎮的詭異現象，而跑去找剛將為錢回來的洛尼趕出家門的喬絲通報這件事。這時，威爾的葬禮辦完後，麥克等人藉由11號的幫助總結出威爾被困在「顛倒世界」裏，從克拉克老師問出異次元周圍一向會擾亂地球磁場，最後決定進森林找出會擾亂羅盤的地點，認為該地就是進入顛倒世界的入口。行進期間，11號回憶起自己協助布倫納進入一個隔離池中，通過增強念力穿越至異次元來偷聽一位蘇聯高官，但卻在期間無意撞見藏在黑暗裡的怪物，從而導致接下來的種種災難。11號恐懼會牽連到麥克等人，於是暗中用念力改變羅盤方向而誤導麥克等人回去起點，但不慎被路卡斯發現引發他和麥克的爭論及互鬥。11號為了保護麥克不慎弄傷路卡斯，不但路卡斯最後負氣出走，11號也因內疚而逃跑。強納森陪南西去她曾經發現怪物的地點查看，期間找到一隻受重傷流血的鹿，之後卻目睹鹿被拖走。南西跟著血跡爬進通往顛倒世界的洞，目睹怪物在進食死鹿時不慎引起牠的注意。                                   |             |                          |           |                                            |               |
| 6 | 6           | 第6章：怪物              | 杜夫兄弟  | 潔西·尼克森-洛佩茲                         | 2016年7月15日 |
| 強納森聽見南西的求救聲後將她直接拉出傳送洞，陪受驚嚇的南西回家後在她的要求下留下來過夜，但史帝夫這時因為南西久未聯繫而打算再次偷溜進她房間，卻從她房間的窗戶望見她和強納森在一起後誤以為他們倆背著他交往。第二天，強納森和南西決定靠自己殺死怪物來，於是來到軍人用品店購買捕獵器具和槍械，但史帝夫卻公開宣佈南西出軌之事，導致強納森和史帝夫之間出現了打鬥，並使警察來到現場逮捕強納森帶回警局。另一邊，哈普和喬絲開始深入調查實驗室的事情，找到當初被布倫納搶走女兒的女子泰莉·艾芙斯，從她的妹妹貝琪口中瞭解到泰莉曾經是中情局不道德實驗MKUltra計畫的實驗對象，在過程中懷上女兒珍，後來卻被布倫納等科學家搶走；哈普和喬絲推斷線索所指的神秘小孩就是珍，而珍如今成為11號。同時，獨自在外的11號在附近超市偷到一大推華芙餅以補充能量，而麥克和達斯汀勸回路卡斯繼續合作追查入口地點。但麥克和達斯汀在森林裡受到特洛伊伏擊，其打算報復害他尿褲子的事情，當特洛伊威脅麥克跳進採石場的水裡時，11號出現後以強大念力將麥克救上來，並打傷趕跑特洛伊。麥克和達斯汀隨後將11號救回家，但在實驗機構外探查的路卡斯卻發現內部士兵全軍出動，而即將前去麥克的家進行搜捕。                         |             |                          |           |                                            |               |
| 7 | 7           | 第7章：浴缸              | 杜夫兄弟  | 賈斯汀·達寶                                | 2016年7月15日 |
| 路卡斯用對講機警告麥克等人軍方來襲，使他們和路卡斯會合後騎車走為上策，當布倫納率軍進行追捕時，11號用念力震翻一輛車才讓他們成功逃跑。當他們來到藏身的廢車場時，路卡斯對11號以之前的誤解和污蔑道歉，而所有人也決定暫時躲起來等待時機。哈普和喬絲剛回去就因為強納森逮捕而來到警局幫忙解釋，但這時特洛伊的家長過來通報事情經過，而哈普通過特洛伊的供述得知女孩和麥克等人在一起。由於麥克的家被布倫納封鎖作為現場，強納森回家拿到威爾聯絡朋友的通訊器呼叫麥克等人，最後在他們即將被布倫納的人找到時解救他們。所有人希望11號幫忙到另一邊尋找威爾和芭芭拉，於是在夜晚時來到麥克等人的中學體育場裡，建一座游泳池式的隔離池來增強她的念力。11號穿越至另一邊首先發現芭芭拉的“屍體”，發現某種黑色蝸蟲從她的嘴裡爬出來。在喬絲的協助引導下，11號發現威爾躲在「拜爾之堡」：威爾於現實的家附近所建的木屋式城堡。眾人得到諮詢後，哈普和喬絲決定冒險前去位於實驗室裏的唯一入口，到另一邊去拯救威爾，但他們倆剛進去就被守衛抓獲。強納森和南西為了確保哈普和喬絲能暢通無阻，溜進警局拿回所有遭沒收的捕獵器具，決定在自己家裡設陷阱獵捕並殺死怪物。這時在另一邊，怪物已經找到威爾的藏身地點。       |             |                          |           |                                            |               |
| 8 | 8           | 第8章：上下顛倒的世界    | 杜夫兄弟  | 劇本創作 ：保羅·迪克特 故事構思 ：杜夫兄弟 | 2016年7月15日 |
| 哈普遭受軍方拷打被迫答應“幾個條件”，陪喬絲進入傳送門尋找威爾，沿路尋找過程中回憶起自己痛失女兒莎拉的悲慘經歷。強納森和南西做好準備後放血引怪物現身，但史帝夫因為內疚而跑來道歉，得以讓他目睹怪物破天花板而入。史帝夫用球棒將怪物打至陷阱中，最後由強納森點火將怪物燒傷並趕跑。麥克一行人繼續留在學校，麥克答應事情結束會和11號一起參加學校舞會，但布倫納等軍方到場後進行搜捕。11號用念力擠碎周圍布倫納所有部下的頭骨，但怪物卻被血腥味吸引至學校，破牆而入後殺死布倫納和他剩餘下屬。當怪物走入教室攻擊麥克等人時，11號向麥克告別後、耗盡全身的能量將怪物壓制在牆上化為灰燼，過程也使她一併消失無蹤。在另一邊，哈普和喬絲找到困在黑物質中的威爾，通過心肺復甦才成功將他救活。兩人回歸後將威爾就醫治療，在所有人欣喜地和威爾團圓時，哈普獨自走出醫院後上一輛黑色汽車。一個月後，小鎮各家慶祝聖誕節，麥克仍然想念著11號，南西雖然和史帝夫重新交往，但依然和強納森保持著友好關係。哈普若無其事地回到小鎮執勤，並在森林的一個盒子裡留下一些食物和華夫餅。如今“死而復生”的威爾，卻在洗手時卻從嘴裡吐出蝸蟲，甚至還再次看到顛倒世界的幻象，他決定對此隱瞞後加入喬絲和強納森的聖誕晚餐。 |             |                          |           |                                            |               |

## 製作

### 開發
《怪奇物語》由麥特和羅斯·杜夫開創，合稱「杜夫兄弟」。兩人曾撰寫與製作2015年的電影《躲藏》，試圖模仿奈·沙馬蘭的風格，但因其發行商華納兄弟遭遇變故，這部電影沒能得以廣泛傳播，杜夫兄弟也無法確認他們未來的命運。令他們驚喜的是，電視製片人唐納德·迪·賴恩找上他們後，表示對《躲藏》的劇本印象深刻，並提供他們一個機會與沙馬蘭一同創作《陰松林》。沙馬蘭在影集製作過程中提供兄弟倆一些指點，因此當製作完成時，他們認為自己已準備好創作屬於自己的電視劇。
杜夫兄弟準備一個類似本劇實際的試播集的劇本，及一本20頁的宣傳書，以便為本劇尋找頻道播出。他們將這些故事寄給一些有線電視頻道，但所有這些頻道都拒絕接受這份劇本，因為他們認為以兒童作為主角的劇情不合適，並要求他們徹底改為兒童節目或簡化孩童角色的戲份，著重在哈普調查超自然現象方面。2015年初，21圈娛樂的副總裁丹·科恩將劇本帶給他的同事薛恩·李維，隨後他們邀請杜夫兄弟到他們的辦公室，向他們收購本劇的版權，並將全部的創作權留給杜夫兄弟。觀看完試播集後，串流媒體平台Netflix以未公開的金額買下整季的播放權，隨後在同年4月上旬，Netflix宣佈本劇將於2016年首播。杜夫兄弟表示當在他們向Netflix宣傳時，公司已經因其原創的內容而認可，就像《紙牌屋》和《勁爆女子監獄》一樣幕後已有熟練的製片人，也開始積極營造機會提拔有潛力的新製作人。兄弟開始撰寫本劇，並聘請李維和科恩擔任執行製作人，開始選角和拍攝。
本劇最初的劇名為《蒙淘克》（英語：Montauk），因為故事背景設定在紐約長島附近的蒙淘克 。兄弟之所以選擇蒙淘克其中一原因是為了向電影《大白鯊》致敬，而蒙淘克被用於虛構的阿米蒂島的取景地。其後又決定將故事背景改為虛構的霍金斯鎮後，因為兄弟倆認為在虛構的小鎮上可以自由加入更多的設定，例如可以將其劃入一個無實景圖片可參考的神秘管制區域。背景的地點改變後，Netflix公司的泰德·薩然多斯讓他們為本劇取一個新劇名，以方便儘快對市場展開宣傳。兄弟倆先是參考史蒂芬·金的小說《燃燒的凝視》的封面來設計標題的字體及外型，並提出了許多備選方案。「Stranger Things」的由來是因為它聽起來與另一本金的小說《必需品專賣店》（Needful Things）相似，儘管麥特指出他們依然對這個最終的標題有「很多激烈的爭論」。

### 劇本創作
《怪奇物語》的構思起源於兄弟倆對2013年電影《私法爭鋒》的興趣，電影詳細描述父親在女兒被綁架時經歷與道德的鬥爭，杜夫兄弟打算將其擴展成一部總長約八小時電視劇。當他們將注意集中到情節中失踪的兒童的方面時，又想在劇中加入一些「孩童的敏感元素」，進而把綁架孩子的東西設定為吃人的怪物。兄弟倆認為這樣的組合是「史上最佳的設定」。為了將怪物帶入故事中，他們曾考慮如MKUltra計劃般的「我們讀過的關於冷戰時期進行的奇怪實驗」，這樣能給怪物的出現較有科學色彩的解釋，而非怪力亂神一類的事物。這也幫助他們確定將背景設定在1983年，因為那是電影《赤色黎明》上映的前一年，而電影講述冷戰時期瘋狂偏執的軍人們。此後他們便能將1980年代中所有個人的靈感作為本劇的要素，如在科幻小說和恐怖片領域的創作。杜夫兄弟引用於本劇的靈感來源包括：史蒂芬金的小說、史蒂芬·史匹柏、約翰·卡本特創作，和衛斯·克萊文、勞勃·辛密克斯、喬治·盧卡斯和吉勒摩·戴托羅的電影，以及如《異形》和《伴我同行》一類的電影、日本動漫如和《妖精的旋律》，以及如《沈默之丘》和《最後生還者》的電子遊戲。
由於Netflix為播放平台，杜夫兄弟便不再局限於典型的22集的模式，而是選擇縮減成8集。他們一直擔心共22集的電視季度很難用這麼多集來「講述一個電影般的故事」。除了劇情演進的方面外，僅有8集也讓他們有時間塑造角色，如果他們的時間不夠，他們就得繼續致力於介紹完怪物的存在後，立刻開始恐怖片的故事並放棄角色的故事線。兄弟倆的目標是希望讓這共8集的影集「就像一部完整的電影」，完成所有主要的劇情，讓「觀眾感到過癮」，但留下的伏筆足以透露「背後有一個更龐大的世界觀，以及最後會有很多待解開的疑點」，若Netflix選擇續拍更多的故事，那麼可以在後面幾季中深入這些事物。
關於本劇中兒童角色的寫作，杜夫兄弟在高中時認為自己是其他學生之中的邊緣人，因此他們發現創作麥克和他的朋友時容易許多，尤其創作芭兒也是如此。喬絲是根據李察·德雷福斯在《第三類接觸》中的角色諾伊·尼爾瑞塑造的，因為當她試圖找到威爾時，其他人都認為「她絕對是瘋了」。其他例如第二季出現的比利之類的角色，具備更多反派的特質，這些特質一開始並不一定很明顯；麥特解釋說是他們從史蒂芬·金中得到更多創作這些角色的靈感，因為金「總能寫出真正巨大的人類惡棍」，這些惡棍可能還比超自然的邪惡事物更加狠毒。

### 選角

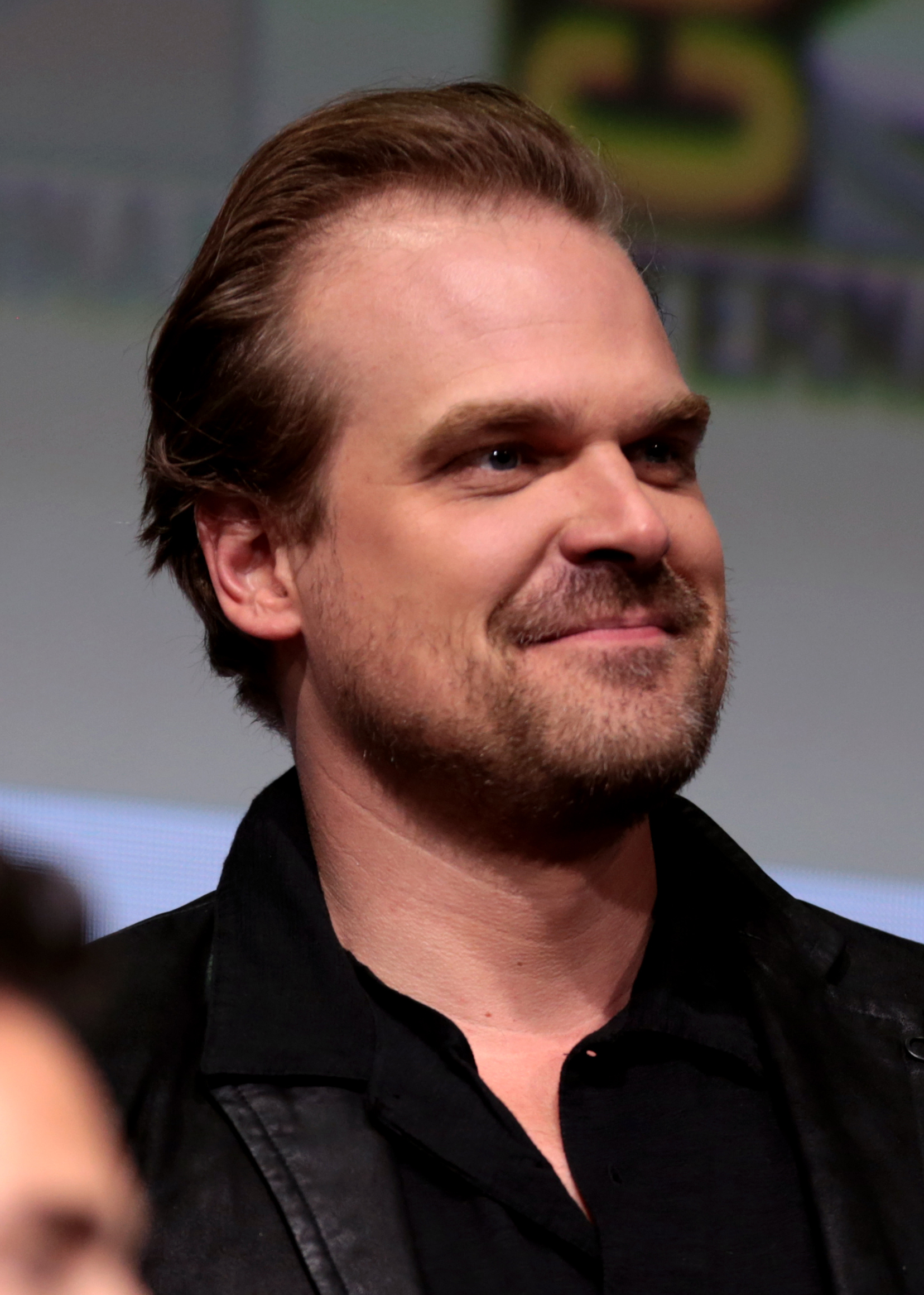
杜夫兄弟讓大衛·哈伯飾演哈普警長，他們相信這是他扮演主要角色的機會。

2015年6月，薇諾娜·瑞德和大衛·哈伯確認將出演本劇，分別飾演喬絲和姓名未公佈的警長。杜夫兄弟的選角導演卡門·庫巴建議讓瑞德飾演喬絲，因為她在1980年代電影中的表現絕佳，兩人立刻贊同此提議。李維相信瑞德能夠「宣洩出情緒的激動，又能發覺（喬絲應有的）人物層次感、細節表情與不同側面」。瑞德讚揚本劇情節的多線敘述方式，尤其是這樣使得由她飾演的喬絲要「失去理性，但又確實直覺準確」，製作人員也相信她能夠詮釋好這個困難的角色。杜夫兄弟之前就注意到哈伯，在製作《怪奇物語》前曾計畫讓他扮演一名反派角色，但後來又覺得哈伯等待一個主要角色「已經等了好久」，而哈伯本人對於劇本和自己即將要飾演「心碎、有缺點、反英雄」的角色驚喜不已。
兩個月後，劇組確認芬恩·沃夫哈德將飾演麥克，米莉·芭比·布朗飾演身分未公佈的角色，蓋頓·馬塔拉佐飾演達斯汀，迦勒·麥羅林飾演路卡斯，娜塔莉亞·戴爾飾演南西，查理·希頓飾演喬納森。2015年9月，卡拉·布歐諾加入演員陣容，分配到凱倫一角，一個月後，馬修·莫汀也加入演員陣容，並將飾演馬丁·布倫納。第一季的常設角色包含諾亞·施納普飾演的威爾、莎儂·波瑟飾演的芭芭拉·「芭兒」·霍蘭德、喬·奇瑞飾演的史帝夫·哈靈頓以及羅斯·帕瑞奇飾演的洛尼等。
為兒童角色試鏡的演員們要先閱讀《伴我同行》中的台詞。杜夫兄弟估測他們為這些角色挑選出約一千名不同的孩童演員。他們表示沃夫哈德已經是1980年代電影的「電影迷」，因此飾演此角色相當容易，而他們發現馬塔拉佐的鏡頭比其它大多數的試鏡磁帶更加寫實，並在看完一遍後選擇他的試鏡磁帶。由於選角是在Netflix批准本劇後就立即開始的，且在劇本完全寫完前，這使某些演員飾演的角色能夠在劇本中呈現。威爾和他的朋友們的年輕演員之選角便是在第一個劇本完成後才確定的，後期的劇本中也融入了這些演員各方面的特色。兄弟倆表示莫頓為布倫納博士一角投入許多，在此之前他們並未真正完善他的形象，因為他們認為這個角色最難設定，由於他在劇中登場並不頻繁。

### 拍攝
杜夫兄弟起初想在長島附近拍攝本劇，以符合早期《蒙淘克》的構想。但隨著攝製計劃被定於2015年11月，長島寒冷的時節使得拍攝本劇成為一大難題。攝製組轉而考慮在喬治亞州亞特蘭大取景。在北卡羅來納州長大的兩兄弟在此處找到不少讓他們回憶起童年時光的地點，並認定這裡非常適合表現改定在印第安納州霍金斯小鎮發生的故事。
本季於2015年9月25日開機，劇組在喬治亞州亞特蘭大拍攝許多的鏡頭，並由杜夫兄弟和李維指導各集製作。傑克遜作為印第安納州的虛構小鎮霍金斯的原型。其他地點如霍金斯國家實驗室的場景取自喬治亞精神衛生研究院、霍金斯國中與高中的場景取自貝爾伍德採石場與斯托克布里奇的派翠克·亨利高中，以及艾默利大學的進修部、道格拉斯維爾的前市政廳，喬治亞國際賽馬公園、巴茨縣的遺囑檢驗法院、老東點圖書館和東點市的東點第一浸禮宗教堂、費耶特維爾、石山公園、帕爾梅托與溫斯頓。佈景工作由亞特蘭大的Screen Gem工作室完成。本劇使用瑞德龍頭數位相機拍攝。第一季於2016年初殺青。
兩兄弟在拍攝期間嘗試捕捉可以被當作致敬他們回憶中許多1980年代素材的鏡頭。他們的目標並非用這些素材為作品的內容充數，而是讓本劇在觀眾看來就像一部1980年代的電影。他們閱覽這些作品花的時間很少，多數時候是只憑藉記憶創作。麥特進一步意識到他們某些致敬鏡頭並非刻意的，但發現非常具有比較性，正如粉絲製作一部影片中強調將本劇與1980年代的幾部作品並排比較。麥特在影片中評論道：「有些是故意，而有些是無意的」。兩兄弟意識到這些1980年代電影許多標誌性的場景，如《鬼哭神號》就像「那一個人每天都會用到的普通到不行的物體，就是他們的電視機，並給它注入一些超自然的事物」一般，由此產生使用聖誕燈串讓威爾與喬絲溝通的概念。
場景和服裝設計師以及配樂作曲家幫助兩兄弟重現1980年代的氛圍。道具負責人琳達·瑞斯擁有約220,000美元的預算，與大多數電影類似，劇組也在eBay和收集亞特蘭大地區周圍的跳蚤市場和房地產銷售中購買1980年代的文物。多數道具都是1980年代原產的物品，但有些物件僅存少數，如龍與地下城書籍的複製品。

### 視覺效果
為烘托出本劇的年代感，劇組特意從1980年代的影像中取樣出影片微粒，將其作為特效加入本劇的畫面。杜夫兄弟想要嚇唬觀眾，但並不打算讓它變得暴力或血腥，而是遵循1980年代安布林娛樂在引導建立家長指導級（PG-13）制度時採用的拍攝手法。那樣「更多著重在心境、氛圍、懸疑和恐懼上，而非血腥」，不過他們並不怕加入更多驚悚要素，尤其第一季的尾聲便是一個例證。兩兄弟原本想避免使用任何電腦動畫的效果呈現怪物及劇中的其他事物，打算只靠片場實際效果來表現。然而僅六個月的拍攝期使他們擠不出足夠時間用於測試表現實景效果的裝置。他們只得折中地在一部分場景中使用實際道具拍攝，而在怪物破牆而入等另一些特殊場景中則藉助電腦動畫。第一季的後期製作在Netflix上線前一周才完工。
當標題設計使用字樣的特寫滑入各個字母對應的位置時，黑色背景上會浮現紅色的光澤。標題排版由創意總監蜜雪兒·杜埃蒂領導的Imaginary Forces工作室製作，此工作室先前隸屬於R/GA。李維將此工作室介紹給杜夫兄弟，工作室解釋他們對1980年代風格的節目的想法，這有助於工作室確立製作人要求的構思。不過後來在拍攝前，製作人向Imaginary Forces寄送試播集的劇本、大量標題畫面的合成背景音樂，以及他們確定標題和圖像設計將模仿史蒂芬·金及其他作者各種書籍的封面，以及正在為本劇的標題設計尋找類似的表現方式，主要聚焦在排版排序。他們從1980年代的幾個標題排版中得到靈感，這些以前是R/GA旗下的如《變形博士》和《死亡禁地》等作品封面設計皆由理查·格林伯格設計。他們也獲得丹·派瑞的建議，他曾為幾部1980年代電影製作片頭的標題畫面。各種呈現包含隱藏字母，以呼應作品中「缺少」的主題，以及讓字母在其他角色身上投下陰影，以表現神秘的氛圍，接著才滑動字母。工作室在拍攝前便開始製作標題的排版，並在拍攝過程中休息約一個月，讓製作人投入在影集中並回來持續投入。他們起初不斷為標題試用各種字體並拍攝這些字體最佳的特寫鏡頭，但在接近尾聲時，製作人希望使用ITC Benguiat字體，要求他們重做這些鏡頭。最終標題排版完全由電腦動畫產生，但他們從測試一些實際效果中獲得靈感，例如使用1980年代的膠卷，並用渲染軟體開發適合的濾鏡。每集的標題畫面採用「滑入」的特效，類似於製作人向製片商提議的電影《警網鐵金剛》。

### 音樂
第一季的原聲專輯由電子樂團生存樂團的凱爾·迪森和麥可·史坦共同創作。原聲帶大量使用合成器創作，並向讓-米歇爾·雅爾、橘夢樂團、范吉利斯、哥布林樂隊、約翰·卡本特、喬治歐·莫瑞德和法比歐·弗利兹等1980年代的藝術家和電影作曲家致敬。
根據史坦和迪森表示，杜夫兄弟一直都是生存樂團的粉絲，並使用他們的歌曲Dirge為預告樣片配樂，以將本劇賣給Netflix。節目一被批准後，杜夫兄弟立刻在2015年7月時聯繫生存樂團，詢問他們是否還在從事音樂事業；兩人為劇組提供了他們樂隊過去創作的數十首歌曲，以取得他們的興趣，幫助他們得到這個任務。節目開機後，兩人與製作人合作，為影集重新創作自己選出一些舊的音樂，同時也創作新的曲目，主要與劇中的角色相關。兩人在選角前就已被聘用，因此他們的主題試聽帶會在演員的試鏡中使用和播放以協助選角。本劇的主題曲源自史坦早前創作的一首未使用的作品，此曲目最終公佈在他們與製作人員共享的作品庫中，他們認為對其進行一些重置對片頭畫面是有益的。
第一季的原聲帶收錄由迪森和史坦創作的75首曲目，並分為兩張專輯，由湖岸娛樂發行。兩輯的數位版本和線上平台版本分別於2016年8月10日和19日發行，實體商品則在2016年9月16日和23日販售。
除原創音樂外，《怪奇物語》也使用來自衝撞樂隊、快樂小分隊、妥妥樂隊、新秩序樂隊、手鐲樂隊、異鄉人樂隊、回音與兔人樂隊、彼得·蓋布瑞爾和柯雷·哈特的經典樂曲，以及來自橘夢樂團、約翰·卡本特和範吉利斯的作品採樣片段。衝撞樂隊的我該何去何從還特別選入本劇關鍵情節的背景音樂，例如威爾在顛倒世界中嘗試與母親喬絲溝通的段落。音樂總監諾拉·費德認為這首歌「擴充了這個故事」，並稱其為本季額外的、不可見的主要角色。

## 發行
第一季每集片長約40分鐘，皆於2016年7月15日在Netflix上線，影像格式採用超高畫質的4K解析度和HDR。

### 影碟發行
第一季的藍光與DVD套裝於2017年10月17日由零售商目標百貨發行，4K解析度的藍光套裝也於2017年11月15日發行，兩者均使用者復古的CBS/Fox VideoVHS的外型。
| 怪奇物語 | |                                                                              |                                                                              |                                                                              |                                                                              |                                                                              |                                                                              |
| 影碟詳情 | 影碟詳情 | 特色附贈                                                                     | 特色附贈                                                                     | 特色附贈                                                                     | 特色附贈                                                                     | 特色附贈                                                                     | 特色附贈                                                                     |
| - 規格：杜比數位、藍光光碟、DTS、配音、NTSC格式、字幕、寬屏 - 語言/字幕：英語、西班牙語 - 2:1長寬比 - 8集／4碟裝 | - 規格：杜比數位、藍光光碟、DTS、配音、NTSC格式、字幕、寬屏 - 語言/字幕：英語、西班牙語 - 2:1長寬比 - 8集／4碟裝 | - 附贈一張收藏海報，無法獨立購買。 - 套裝造型採用老式的CBS-FOX VHS盒式磁帶。 | - 附贈一張收藏海報，無法獨立購買。 - 套裝造型採用老式的CBS-FOX VHS盒式磁帶。 | - 附贈一張收藏海報，無法獨立購買。 - 套裝造型採用老式的CBS-FOX VHS盒式磁帶。 | - 附贈一張收藏海報，無法獨立購買。 - 套裝造型採用老式的CBS-FOX VHS盒式磁帶。 | - 附贈一張收藏海報，無法獨立購買。 - 套裝造型採用老式的CBS-FOX VHS盒式磁帶。 | - 附贈一張收藏海報，無法獨立購買。 - 套裝造型採用老式的CBS-FOX VHS盒式磁帶。 |
| DVD | DVD | 區域1                                                                        | 區域1                                                                        | 區域2                                                                        | 區域2                                                                        | 區域4                                                                        | 區域4                                                                        |
| 發行日期 | 發行日期 | 2017年10月17日 （藍光/DVD） 2017年11月15日（4K/藍光）                        | 2017年10月17日 （藍光/DVD） 2017年11月15日（4K/藍光）                        | 待公布                                                                       | 待公布                                                                       | 待公布                                                                       | 待公布                                                                       |

## 迴響

### 收視率
Netflix未曾透露任何原創影集的訂閱收視人數，交響科技集團根據人們使用手機軟體，透過檢測節目釋出的聲音以推估收視率，並彙編為本季的數據。根據集團聲稱，《怪奇物語》於上線後的35日內，在美國18至49歲間平均約有1407萬名成人收看本劇。這使本劇成為當時美國的Netflix原創作品收視率第三高的季度，僅次於《歡樂又滿屋》第一季和《勁爆女子監獄》第四季 。Netflix在2016年9月的分析中發現《怪奇物語》第一季第二集「吸引」大量觀眾，表明該集為「首批讓看過本集的觀眾中，至少70%的人也看完第一季全部的集數」。
行銷分析公司Jumpshot於2017年8月確認本季在Netflix上線30天內的收視率排名第七，略高於《夜魔俠》第二季的20%，成為根據Jumpstart紀錄收視最高的季度。Jumpshot「分析超過一億名客戶的在線上點閱的數據」，研究該公司美籍會員的收視和動靜，並將至少看過本季其中一集的美國Netflix觀眾的相對數量考慮在內。

### 評價
第一季在评论聚合网站爛番茄上根據92條評論獲得97%的新鮮度，加權平均為8.2/10。網站評論的共識為：「令人興奮、心碎，有時還令人懼怕，《怪奇物語》向史蒂芬·史匹柏的電影和1980年代經典影集致敬，是相當迷人的作品。」在Metacritic上，共142位評論家為第一季的加權平均分數給出74分（滿分為100），表示「正面評論為主」。
IGN為本季給出8分（滿分為10分），表示本劇「很棒」並說道：「《怪奇物語》是部容易推薦的作品，它給觀眾的是大氣、令人喜愛，也帶有懷舊感的復古的影集，而非只是複製他人的。」《旧金山纪事报》的戴夫·偉根在評論中寫道：「《怪奇物語》讓我們想起那段以一種無條件逃避現實為代表的時代。當它體現出來時，我們才發現自己很懷念它，因為杜夫兄弟拍出的事物很吸引人，難以抗拒。也許今年夏天還有其他同樣精彩的節目值得收看，但我保證沒有一部能比《怪奇物語》更有趣。」影音俱樂部的約書亞·阿爾斯通也對本劇給出正面的評價，並表示：「平衡風格和實體對如《怪奇物語》這類影集而言一直是個挑戰，但這部劇校準得很完美。它看起來真的像是當代製作的節目，但卻擁有現今影視巔峰的製作技藝。」HitFix的艾倫·塞平沃爾的評論表示：「這八小時中，故事和角色本身都足夠生動，這樣這些參考資料便不會讓你感覺在自我放縱，而且就算你不熟悉《E.T.外星人》的劇情或史蒂芬·金早期小說的標題字體（其重大影響影集本身的片頭字幕），這部劇也會得到讚譽。」
《紐約客》的艾蜜莉·努斯邦讚賞這部影集並寫道：「敘述這篇故事的效率非常高，八個小時一眨眼就過去了，即便是小角色也有激烈的對話、黑色幽默或悲傷的時刻。」《洛杉磯時報》的電視評論家瑪麗·麥納馬拉說道：「《怪奇物語》在很大程度上完全不顧一切以最佳方式向它的原型獻上敬意：透過講述一段既甜蜜又恐怖的故事，雖然裡面的怪物真實存在，但愛與忠誠的變革之力也是。」《华尔街日报》的布萊恩·P·凱利說道：「身為該劇創作者的兄弟倆麥特·杜夫和羅斯·杜夫，在80年代電影方面就做好功課了。無論你是約翰·卡本特的《突變第三型》或《七宝奇谋》的粉絲，《怪奇物語》裡集結許多你喜歡的內容。」此外，哥倫比亞大學出版社的安格斯·麥法贊也將《怪奇物語》與《七寶奇謀》、《俄國佬》和《E.T.外星人》進行比較。

### 文化影響

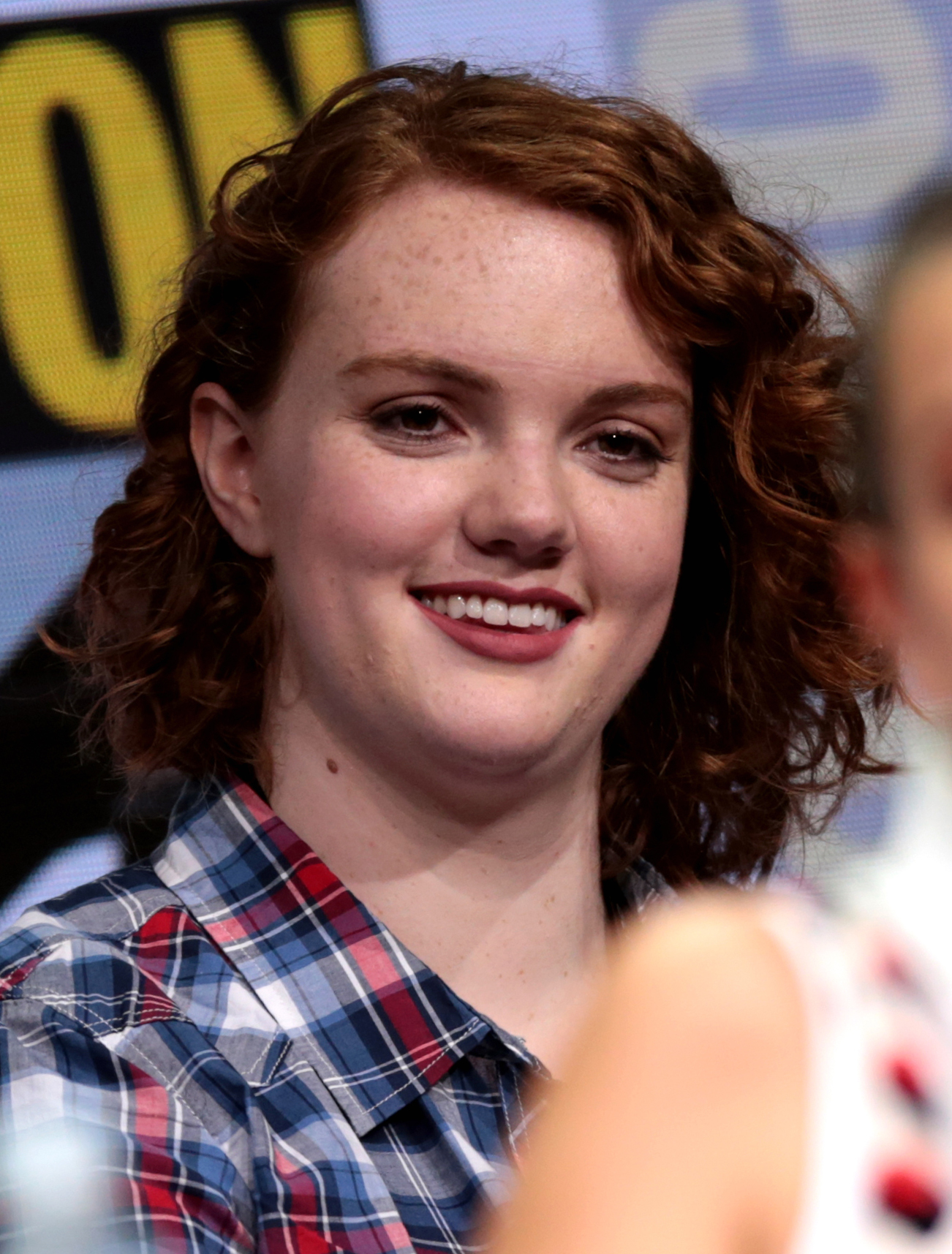
由莎儂·波瑟飾演的芭兒獲得大量粉絲的關注，也因此被黃金時段艾美獎劇情類最佳女客串演員提名。

《怪奇物語》上線不久就吸引不少忠實的粉絲群。這些粉絲關注的其中一方面是名為「芭兒」的角色，她是南西的書呆子好友兼同學，但在本季前期就被怪物殺害。根據女演員莎儂·波瑟表示，芭兒「本來就不是什麼重要角色」，杜夫兄弟並沒有詳細描述該角色，畢竟劇情的重點是尋找威爾。但仍有許多粉絲同情該角色的遭遇，的蘿拉·布拉德利表示，他們發現社會中也有像芭兒這樣的邊緣人，與其他角色相比，尤其是南西，「更可能像你在現實生活中真正會碰到的人」。主題標籤「#ImWithBarb」在本劇上線後越來越受廣為人知，他人也創建諸多粉絲網站和論壇支持她。儘管波瑟不會回歸第二季演出，但杜夫兄弟在第二季開始時使用現實中的「芭兒正義」（Justice for Barb）行動當作故事的靈感，其中橋段如南西提到「沒人關心芭兒」這件事實。波瑟和多家媒體將她在第69屆黃金時段艾美獎被劇情類最佳女客串演員提名視為「為芭兒伸張的正義」以強調她的角色獲得的正面評價。
本劇最明顯的影響之一便是對Eggo鬆餅的需求量增加，因為它們在幾集中被證明是11號最喜愛的食物，並被作為本劇的代表元素。Eggo的生產公司家樂氏在第一季首播前並未參與製作，但受到了本劇市場營銷的影響。此後它為Netflix提供一個老式1980年代風格的Eggo電視廣告，使其在第二季期間的第五十一屆超級盃廣告中使用，並希望更頻繁參與跨界推銷。
重啟後的《神秘科學戲院3000》作為2017年4月14日在Netflix上播出的一部分，第十一季的演員們重現《怪奇物語》「第一章」的第一段。

## 外部連結
- 《怪奇物語 (第一季)》各集列表 来自互联网电影数据库
- 豆瓣电影上《怪奇物语 第一季》的資料 （简体中文）